# 韓国の芸能界における校内暴力告発議論
韓国の芸能界における校内暴力告発議論 (かんこくのげいのうかいにおけるこうないぼうりょくこくはつぎろん)は、2021年を筆頭に相次ぎ広まった韓国のSNSにて学生時代に行われていたいじめを告発する運動に関連する議論である。校内暴力やいじめなどの学校内での問題行動を指す「学校暴力」という言葉から、通称「学暴MeToo」。「学Too」、「暴Too」とも呼ばれる。

## 経緯
2021年2月7日、東京五輪のバレーボール女子代表で、韓国国内でアイドル的な人気を誇っていたイ・チェヨンとダヨンの姉妹による過去の壮絶ないじめが発覚した。
2017年に始まった世界的な「＃MeToo」のムーブメントを契機に、韓国では、学校内での暴力やいじめを告発する「学暴Me too」の動きが派生していたが、このイ姉妹の件以降拍車がかかり、さまざまな芸能人・有名人が連日いじめの告発を受けることになった。例えば2021年2月23日には1日で6件もの告発が行われ、2021年だけで約40人の芸能人と10人以上のスポーツ選手が告発されたとされる。
2024年現在でも、韓国の芸能界でいじめや通っている学校で校内暴力を受けたと告発されるケースは少なからず存在しており、2021年に告発されてから未だに真偽が曖昧である事件も存在する。

## 告発を受けた芸能人
日本版Wikipedia内に記事がない人物のみ職業も付記する

### 本人がいじめを認めたケース
- ユ・ヨンヒョン（Jannabi）（バンドメンバー）

2019年5月、学生時代の学校内での暴行疑惑が提起され、本人もこれを認めて謝罪するとともに、バンドを脱退した。
- パク・キョン (Block B)

2020年9月、中学時代の金品の巻き上げなどのいじめ疑惑が提起され、本人もこれを認めて謝罪文を公開した。しかし告発者がファンから嫌がらせを受けているなどと二次被害を訴える一方、パク・キョンは10月に兵役のため入隊した。
- チン・ダレ（朝鮮語版）（歌手）

2021年1月、約20年前の中学時代に暴行や金品の巻き上げなどのいじめ疑惑が提起され、本人もこれを認めて謝罪文を公開。レギュラー出演中の音楽番組を降板した。
- ヒョンジン (Stray Kids)

2021年2月、中学時代の言葉によるいじめ疑惑が提起され、本人は謝罪文を公開するとともに芸能活動を自粛。同年6月に活動を再開。
- キム・ドンヒ

2021年2月、小・中学時代のいじめ疑惑が提起され、本人は否定していたが、1年後の2022年1月、疑惑の一部を認め、所属事務所を通して謝罪コメントを発表した。またキム・ドンヒ側は告発者を名誉毀損で告訴していたが、不起訴処分になっている。
- ジス

2021年3月、複数の人物から校内暴力疑惑が提起される。本人もこれを認めて謝罪文を公開し、出演中の主演ドラマを途中降板した。
- ヤン・ドンファ（元ATBO、POLARIX）

オーディション番組を通じて選出されデビュー予定であったが、2022年6月、中学時代のいじめ疑惑が提起される。本人もこれを認め謝罪するとともにメンバーから脱退した。

### 本人及び事務所がいじめを否認したケース
- ダウォン (SF9)

2020年7月、小・中学校で同級生だという人物からいじめ疑惑が提起されたが、所属事務所は「事実無根である」と否定した。
- ミンソ (WOOAH)

2020年9月、いじめ疑惑が提起されたが、所属事務所側は「虚偽事実」と反論した。
- ヨンジェ (GOT7)

2020年10月、いじめ疑惑が提起されたが、本人は同級生と揉めたことはあるとしながらも、いじめについては否定した。さらに所属事務所は、告発者とミーティングを行ったが、告発者は主張の根拠となるものをいっさい提示できなかったと発表した。
- チン・ヘソン（歌手）

2021年2月、10数年前の学生時代のいじめ疑惑がネット上に提起されたが、本人も所属事務所も否定している。同年8月には所属事務所が告発者を刑事告訴したほか、10月には当該のいじめに関する投稿を削除する仮処分を申請し、削除と今後の投稿を禁止する判決が下っている。
- スジン (元(G)I-DLE)

2021年2月、中学時代のいじめ疑惑が提起され、その中には当時同級生だった子役出身の女優ソ・シネからの告発も含まれていた。本人や所属事務所はいじめや暴力に関しては否定したが、告発の中にあった未成年での喫煙の件は事実と認めた。その後の同年8月にグループを脱退している。2022年、在学中の学校側の調査などでスジンもまた被害者だったと認定されていたことを明かしたが、告発者を刑事告訴した結果、嫌疑なしの判決を受け、「暴露者の書き込みに関して法的手続きを通じて真実を解明するのは限界だと判断し、今後は法的手続きを進めないことにした」と弁護士が発表した。2023年10月からはソロ活動を開始している。
- キム・ヒョナ

2021年2月、小学生時代のいじめ疑惑が提起されたが、本人、所属事務所ともに否定した。
- チャ・ウンギ (TO1)

2021年2月、中学時代のいじめ疑惑が提起されたが、本人、本人の親友で告発者や当時のことをよく知る人物、所属事務所が否定した。
- リア (ITZY)

2021年2月、学生時代のいじめ疑惑が提起された。所属事務所は否定し、名誉毀損で告訴したが、同年6月、警察は捜査の結果「リアを誹謗するために書いたものとはみなせない」「虚偽の書き込みをしたと見る証拠も十分でないと考えている」として不送致とした。
- ドンハ（俳優）

2021年3月、学生時代のいじめ疑惑が提起されたが本人は否定。虚偽事実流布と名誉棄損で告訴したが、投稿が削除されたため容疑者が特定できないまま捜査は終了した。
- パク・ヘス (1994年生の女優)（朝鮮語版）（女優）

2021年3月、中学時代のいじめ疑惑が提起されたが、所属事務所は調査の詳細な内容を公表し否定。さらに虚偽事実として告訴状を提出した。しかし主演ドラマは放送延期となり、捜査が続くなかパク・ヘスは活動を自粛した。その後、延期されたドラマは編成を検討中と報じられるが2024年現在、放映には至っていない。
- チョ・ハンソン

2021年3月に、1990年代半ばの中学時代のいじめ疑惑が提起されたが、本人、所属事務所ともに否定している。
- シム・ウヌ（朝鮮語版）（女優）

2021年3月、中学時代のいじめ疑惑が提起されたが、本人は明確な記憶がないながらも謝罪文を公表した。事態の収束を優先したとしている。2023年にはいじめの告発者を名誉毀損の疑いで刑事告訴したが、警察は嫌疑なしで不送致の決定を下した。さらに2024年には所属事務所もいじめを否定し、警察に再捜査を依頼している。
- ソ・イェジ

2021年4月に中学時代のいじめ疑惑が提起されたが、所属事務所が否定。2023年にいくつかのスキャンダルで広告主と裁判になった際にも、いじめ疑惑については改めて否定している。
- ジェチャン（朝鮮語版） (DKZ)

2022年3月、いじめ疑惑が提起されたが、所属事務所は「デビュー前から学校にも確認している」として否定している。
- キム・ガラム（中国語版） (元LE SSERAFIM)

5月にデビューを控えた2022年4月、中学時代のいじめ疑惑が提起されたが、所属事務所が調査した結果、キム・ガラムが被害者だった事案を歪曲・捏造したもので、法的措置を取ると発表した。なお、この件を受けてキム・ガラムは活動を休止していたが、7月にグループを脱退した。

### 虚偽であったケース
- チョ・ビョンギュ

2021年2月、ニュージーランドでの高校時代のいじめ疑惑が提起されたが、所属事務所は否定。法的手続きを進めて間もなく、虚偽の投稿であったと告発者が謝罪した。だが投稿3回のうち2回は虚偽を認めて削除したものの、残りの1回については、ニュージーランド在住であることを理由に召喚に応じないなど、2023年時点でも全面解決には至っていない。
- チュウ (元今月の少女)

2021年2月、学生時代のいじめ疑惑が提起されたが、投稿者は後日「すべて誇張だった」として謝罪した。
- ヒョンジン (今月の少女)

2021年2月、学生時代のいじめ疑惑が提起されたが、当時の同級生が投稿者に対して反論すると、投稿者はその反論こそが事実であることを認めて謝罪した。
- ソヌ (THE BOYZ)

2021年2月、いじめと交際していた女性への暴力疑惑が提起されたが、3月に所属事務所から告発者が「明白な虚偽事実であることを認めた」と発表された。所属事務所は謝罪を受け入れる一方、この件について悪質な書き込みを行った者についての告訴状を提出している。
- アシャ (EVERGLOW)

2021年2月、学生時代のいじめ疑惑が提起されたが、本人と所属事務所は否定。投稿を行った2名に対し、名誉を毀損したとして告訴状を提出した。同年12月、2名が虚偽事実であったことを認め謝罪したため告訴を取り下げた。

### 誤解であったケース
- イ・シニョン

2020年2月、中学時代のいじめ疑惑が2名より提起されたが、本人、所属事務所ともにこれを否定。さらにその同日、告発者の1名が「時間の経過により記憶が歪曲されていた」とし、もう1名も殴り合いをしたことはあるがすでに解決済みなどとして、告発を撤回して謝罪した。しかしその後、1名がイ・シニョンの父親に脅迫メールを送ったり、ネット上での誹謗中傷を続けていたとして、イ・シニョン側は名誉毀損と脅迫の疑いで告訴した。
- キヒョン (MONSTA X)

2021年2月、中学時代のいじめ疑惑が提起されたが、本人は否定。所属事務所もほとんどの同窓生からいじめはなかったとの証言を得たと発表した。さらに告発者との話し合いの場を設けた結果、告発者が他の友人の行動と誤解していたことが判明した。
- ミンギュ (SEVENTEEN)

2021年2月、中学時代にいじめを笑って見ていた、そそのかしたという疑惑が提起された。所属事務所は本人がいじめをしたという事実は否定したものの、事実関係が明確になるまでの暫定的な活動自粛を発表した。その後の調査で、告発者がこの件に関わっていると示した人物全員にそれらの記憶がないことの確認を取り、告発者との数回にわたる話し合いの結果、誤解であったことがわかったため、ミンギュは同年4月から活動を再開した。
- パク・チョロン (Apink)

2021年3月、学生時代のいじめ疑惑が提起されたが、本人はこれを否定し、名誉毀損、強要未遂の疑いで刑事告訴した。7か月にわたる捜査の結果、同年11月、告発者はネット上だけでなく、マスコミ関係者にもメールでデマを拡散していたとして検察に起訴意見で送検が決定した。告発者もパク・チョロンを誣告罪で逆告訴したが、証拠不十分などの理由で不送致となった。さらにその後の2022年3月、当事者間で話し合いの場を設けた結果、互いの誤解が解けたとして両者ともにすべての訴訟を取り下げることとなった。
- ホン・ヒョンヒ（お笑い芸人）

2021年3月、学生時代のいじめ疑惑が提起されたが、本人、所属事務所ともにこれを否定して名誉毀損で告訴したが、告発者が「記憶に誤りがあった」と謝罪したため、この謝罪を受け入れ告訴を取り下げた。

### 和解したケース
- ヒョリン

2019年5月、中学時代に暴力や金品の巻き上げ等のいじめ疑惑が提起された。所属事務所は15年前のことで本人の記憶が曖昧なため確認中としていたが、その後、いじめは事実であったか否かには触れないまま告発者と直接会い和解したと発表した。

## 告発によって起こった効果・反応
- 連日の告発に伴い、出演番組の降板や放映キャンセル、CM打ち切りなどが相次ぎ、芸能界全体が対処に追われる事態に発展した。その一方、上記のように告発が最終的に虚偽であったケースも多い。しかしたとえ本人が疑惑を否定していても、真偽が明らかになるまでは本人に対する世間的なイメージがダウンするとともに活動を自粛せざるをえなくなるなど様々な被害が本人に及んでいる[4][59][60]。

- 韓国のドラマ業界では、出演契約を結ぶ際の契約項目として校内暴力に関する誓約書が新たに追加された[61]。既に当時出演契約を結んだ人も追加項目として誓約書の提出を求めた。また、その誓約に違反した場合は違約金が発生する[61]。
- 該当の芸能人にいじめの疑惑が生じた場合、韓国国内では該当する芸能人を批判する動きがあるが、韓国国外のファンは以前の様に気にせずファン活動を続ける人もいれば、疑惑が発生した芸能人を支持する傾向がある。一部の過激なファンでは、暴露した側を一方的に強く批判する人や該当する芸能人を過度に擁護する姿が垣間見える[要出典]。